# En grève
En grève est un film muet français réalisé par Louis Feuillade, sorti en 1911.

## Fiche technique
- Réalisation et scénario : Louis Feuillade
- Société de production : Société des Établissements L. Gaumont
- Pays de production : France
- Format : Muet - Noir et blanc - 1,33:1 - 35 mm
- Métrage : 245 m
- Genre : Drame
- Durée : inconnue
- Date de sortie : 
  - France : 8 août 1911

## Distribution
- René Navarre
- Renée Carl
- Luitz-Morat